# Prałatura terytorialna Deán Funes
Prałatura terytorialna Deán Funes (łac. Territorialis Praelatura Funesiopolitanus) – prałatura terytorialna Kościoła rzymskokatolickiego w Argentynie, sufragania archidiecezji Córdoba. Została erygowana 25 stycznia 1980 roku przez papieża Jana Pawła II bullą Cum Episcopus Crucis Axeatae. Wierni z tych terenów należeli wcześniej do diecezji Cruz del Eje.

## Ordynariusze
- Ramón Iribarne Arámburu OdeM (1980)
- Lucas Luis Dónnelly OdeM (1980 – 2000)
- Aurelio José Kühn OFM (2000 – 2013)
- Gustavo Zurbriggen (2013 – 2023)
- Enrique Eguía Seguí (od 2023)